# Смарагдово туканче
Смарагдово туканче (Aulacorhynchus prasinus) е вид птица от семейство Туканови (Ramphastidae).

## Разпространение
Видът е разпространен в Белиз, Гватемала, Мексико, Никарагуа, Салвадор и Хондурас.